# Dilophus immaculipennis
Dilophus immaculipennis är en tvåvingeart som först beskrevs av Blanchard 1852.  Dilophus immaculipennis ingår i släktet Dilophus och familjen hårmyggor. Inga underarter finns listade i Catalogue of Life.